# Cessna
«Це́ссна», или «Се́ссна» (англ. Cessna Aircraft Company) — американский производитель самолётов — от малых двухместных до бизнес-джетов. Штаб-квартира — город Уичита, штат Канзас, США. Компания была основана в 1927 году в Канзасе авиаконструктором и дизайнером Клайдом Верноном Сессной. Куплена корпорацией «General Dynamics» в 1985 году. C 1992 года принадлежит компании Textron.

## История
Клайд Сессна, канзасский фермер, закончил постройку своего первого самолёта в июне 1911 года, став таким образом первым авиатором на Великих равнинах. Первая фабрика самолётов деревянно-тканевой конструкции Сессны открылась в городе Энид (штат Оклахома). Позднее, столкнувшись с трудностями при получении кредита, Сессна перебрался в Уичито, Канзас.

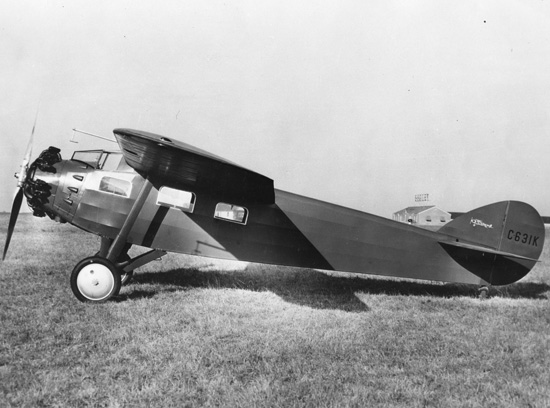
Cessna DC-6B

В 1924 году Клайд Сессна, Ллойд Стирман и Уолтер Бич создали компанию Travel Air Manufacturing Company, производившую лёгкие самолёты. После продажи компании все трое основали собственные фирмы-производители самолётов.
Компания Cessna Aircraft была основана в 1927 году, изначально под названием Cessna-Roos Aircraft Company. Виктор Рус, совладелец компании, уступил свою долю Сессне уже через месяц работы и в том же году его имя исчезло из названия компании. В 1932 году компания приостановила свою работу из-за экономического кризиса — Великой депрессии. Тем не менее, в 1933 году компания выпустила уникальный спортивный самолёт Cessna CR-3, выигравший Американские воздушные гонки и установивший рекорд скорости для самолётов с двигателями объёмом до 500 кубических дюймов — 237 миль в час (381 км/ч).
Клайд Сессна оставил руководство компанией после того, как его друг, пилот Рой Лиггетт разбился на Cessna CR-2 во время соревнований. Совпав с экономическим кризисом в США, это практически разорило компанию. Но в 1934 году братья Дуэйн и Дуайт Уоллес, племянники Сессны, переняли контроль над переживающей не лучшие времена компанией. Это стало поворотной точкой в истории Cessna Aircraft, которой было суждено стать одним из наиболее известных производителей самолётов в мире.

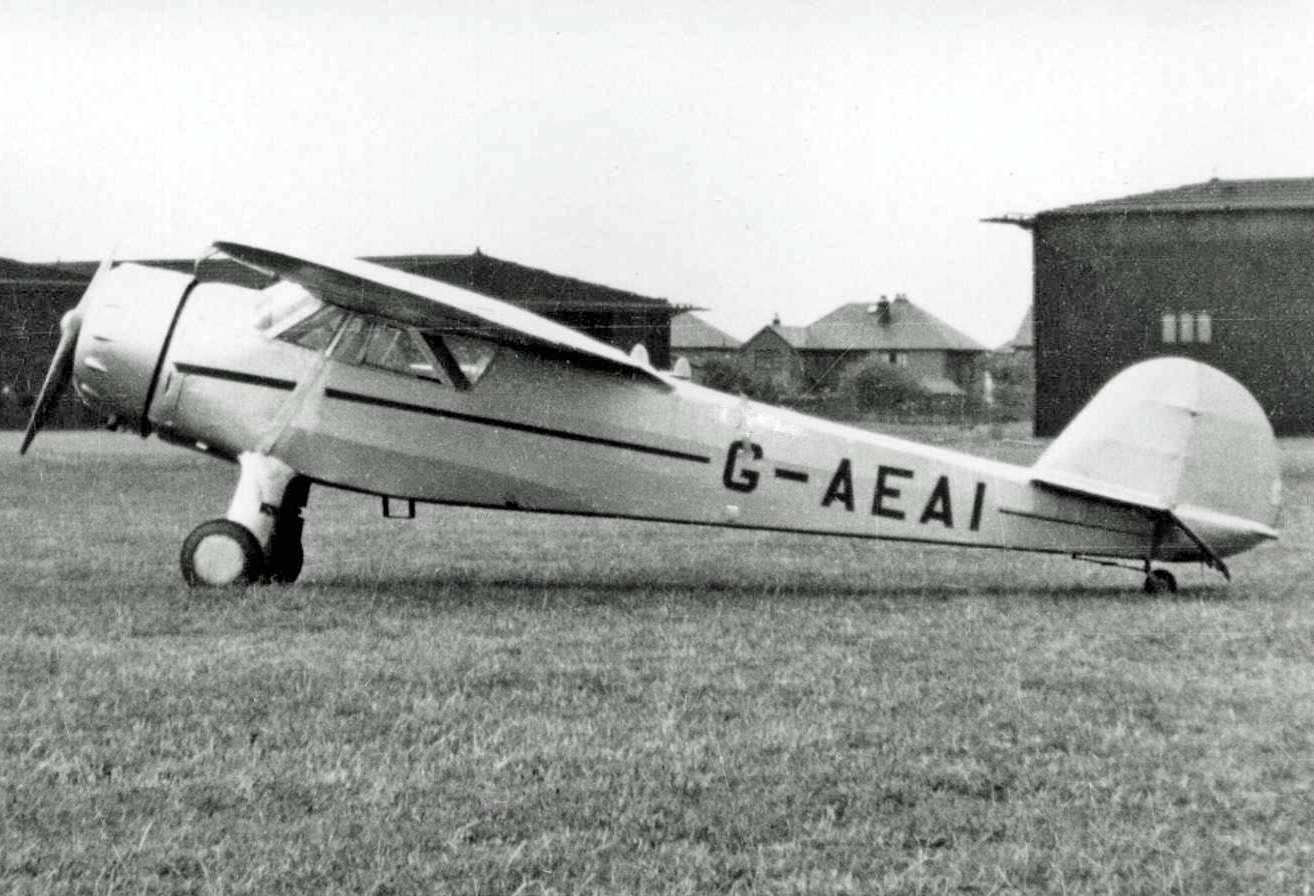
Cessna C-34 в аэропорту Блэкпул, 1950 год

В 1937 году был выпущен Cessna C-37, первый самолёт-амфибия компании, на поплавках фирмы Edo. В 1940 году Cessna получила свой самый большой на тот момент заказ — 33 специально оборудованных Cessna T-50 для армии США. В том же году ВВС Канады заказали ещё 180 самолётов T-50.
По окончании войны Cessna вернулась к производству гражданских самолётов и перешла на выпуск цельнометаллических самолётов из штампованных деталей, отказавшись от довоенной технологии металло-тканевых и деревянно-тканевых фюзеляжей, требовавшей большой доли ручного труда. Первыми послевоенными гражданскими моделями стали Cessna 120 и Cessna 140, выпущенные в 1946 году. В 1948 году Американская ассоциация пилотов-инструкторов признала Model 140 «Выдающимся самолётом года».
В 1955 году был сертифицирован CH-1, первый вертолёт Cessna.

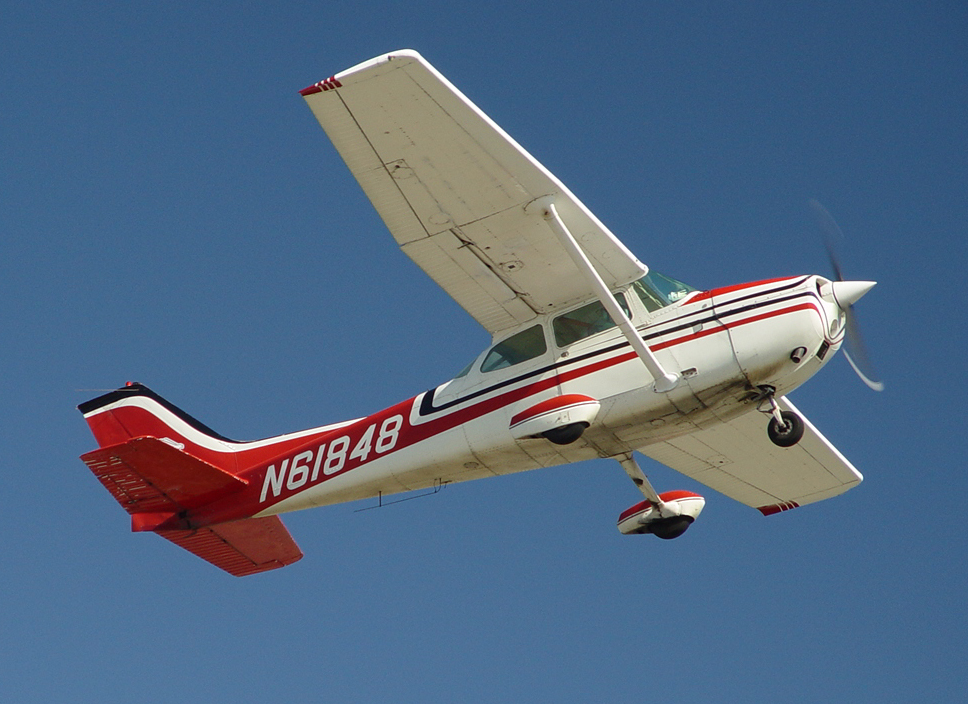
Cessna 172

В 1956 году компания выпустила Cessna 172, который стал самым популярным самолётом в мире. Всего с 1956 года их было произведено более 43 тысяч, по состоянию на 2016 год производство продолжается.
В 1960 году Cessna запустила партнёрскую программу с компанией Reims Aviation (Франция), а в 1963 выпустила свой пятидесятитысячный самолёт (им предсказуемо стал Cessna 172).
Первый бизнес-джет компании, Cessna Citation I, совершил свой первый полёт 15 сентября 1969 года. В 1975 году компания выпустила свой стотысячный самолёт. В 1982 году начался выпуск ещё одной сверхпопулярной модели — Cessna 208 Caravan.
В 1984 году основатель компании, Дуэйн Уоллес, отошёл от дел, передав бразды правления новому директору, Рассу Мейеру. Мейер немедленно принялся за реструктуризацию компании. Первым шагом стала продажа Cessna концерну General Dynamics. Кроме того, в 1986 году Мейер приостановил производство пропеллерных самолётов, так как оно было невыгодно из-за большого количества судебных тяжб, связанных с авариями. Производство было возобновлено в 1994 году после принятия Конгрессом акта о поддержке авиационной индустрии, ограничившего, среди прочего, ответственность производителей при катастрофах старых самолётов.
В 1987 году немец Матиас Руст нелегально прилетел в СССР на самолёте Cessna 172 с дополнительными баками, избежав перехвата советской ПВО.
В 1992 году Cessna была продана компании Textron, к тому времени уже владевшей компанией Bell Helicopter.
В конце 2007 года Cessna приобрела разорившуюся компанию Columbia Aircraft за 26.4 миллиона долларов. Модели Columbia 350 и 400 продолжили выпускаться под названием Cessna 350 и Cessna 400 на заводе Columbia в Бенде, Орегон.
В 2012 году Textron создала подразделение Textron Aviation, куда были переданы компании Cessna, Beechcraft и Hawker.

## Самолёты компании

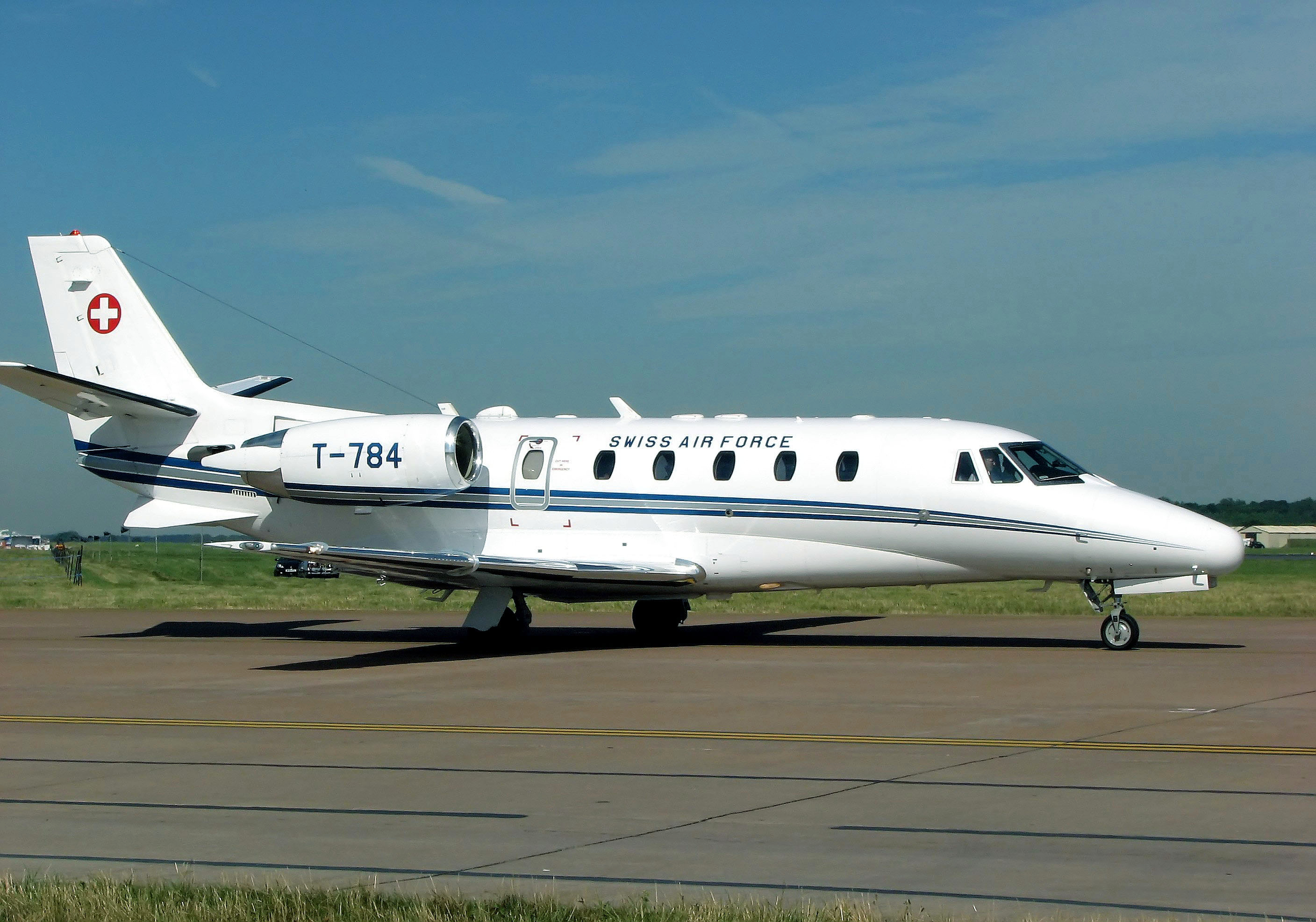
Cessna 560XL Citation Excel ВВС Швейцарии

Компания Cessna производит следующие модели самолётов:
- Cessna 172 — производится с 1956 года. Cessna 172S — самый массовый самолет в мире, больше 44 000 экземпляров[23].
- Cessna 182 — производится с 1956 года.
- Cessna 206 — производится с 1962 года.
- Cessna 208 — производится с 1984 года.
- Cessna 400 — вариант Cessna 350 с турбонаддувом, в производстве с 2004 года.
- Cessna 510 — двухмоторный очень легкий бизнес-джет, выпускается с 2005 года.
- Cessna 525 — двухмоторный легкий бизнес-джет, производится с 1991 года.
- Cessna 560XL — двухмоторный реактивный самолет, выпускается с 1996 года.
- Cessna 680 — двухмоторный, производится с 2004 года.
- Cessna 750 — двухмоторный реактивный самолет, производится с 1996 года.

## Галерея

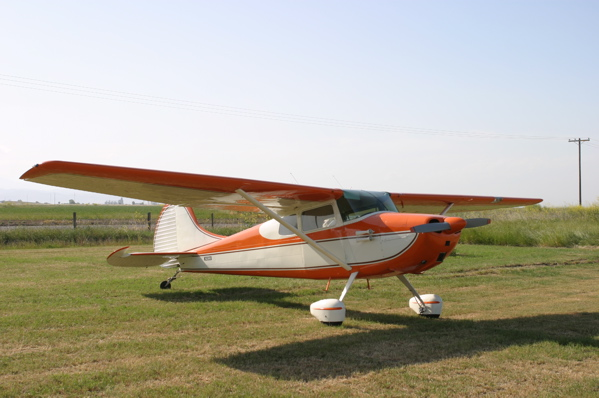
Cessna-170B
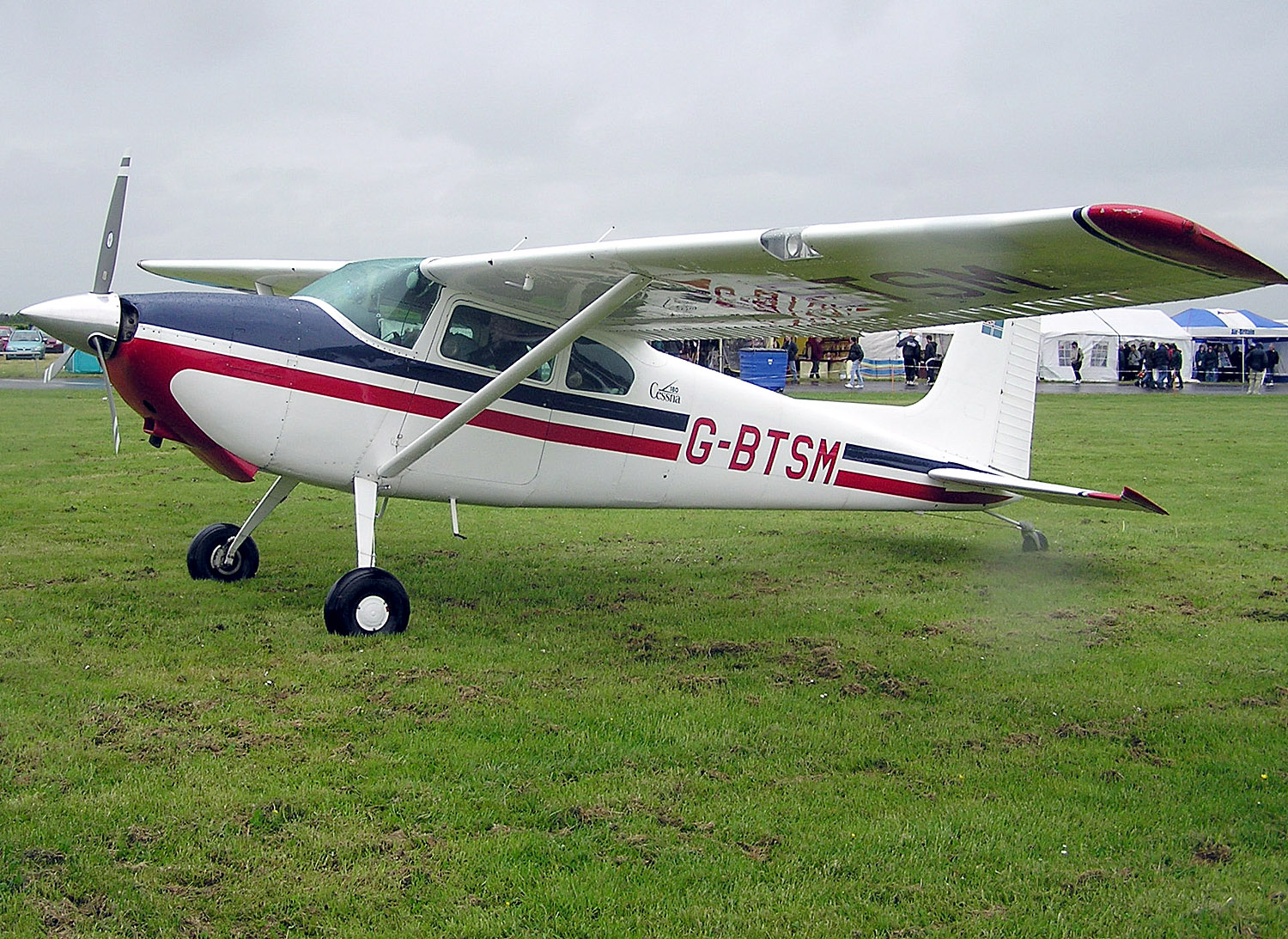
Cessna-180A
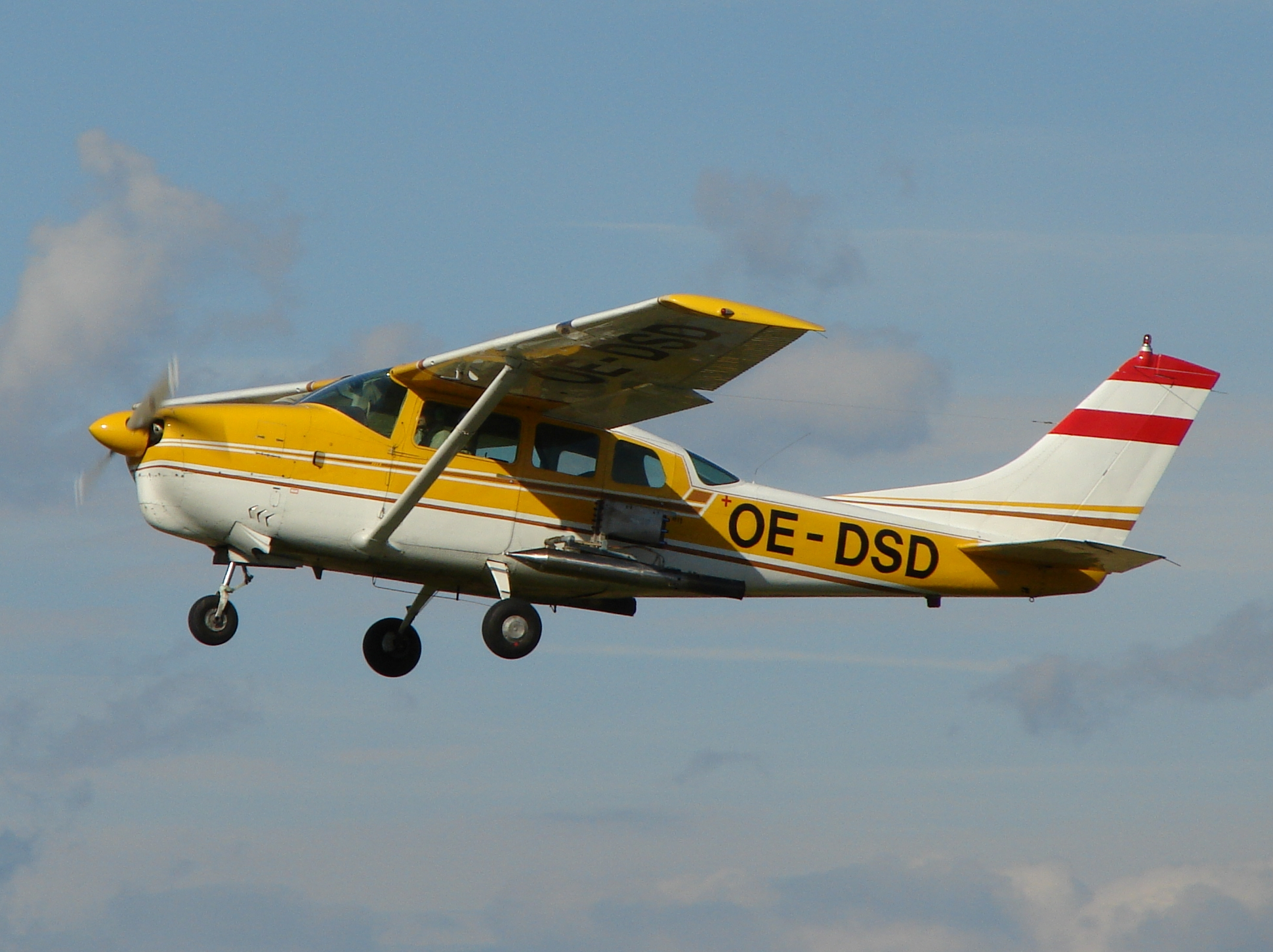
Cessna 210
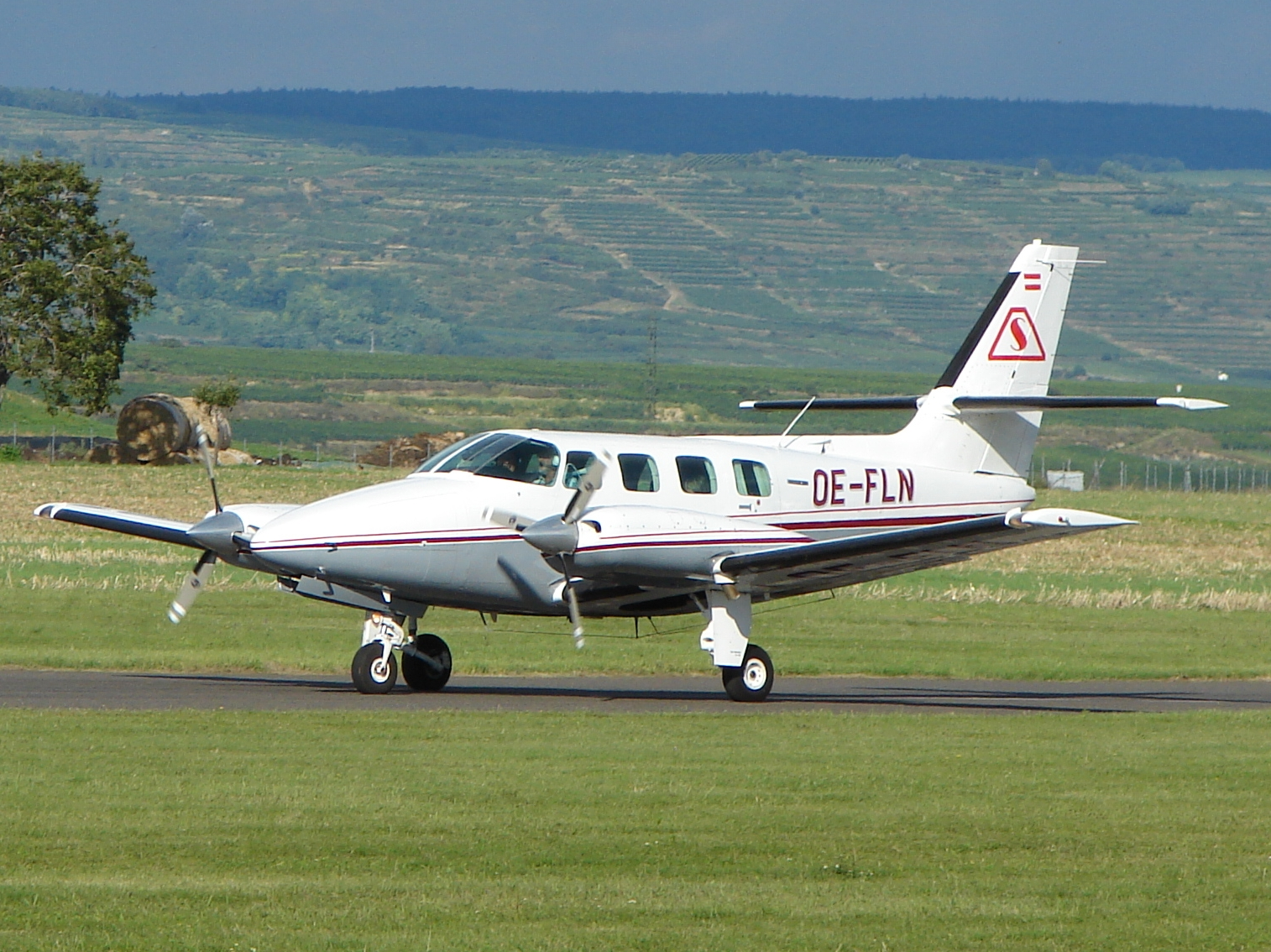
Cessna-303
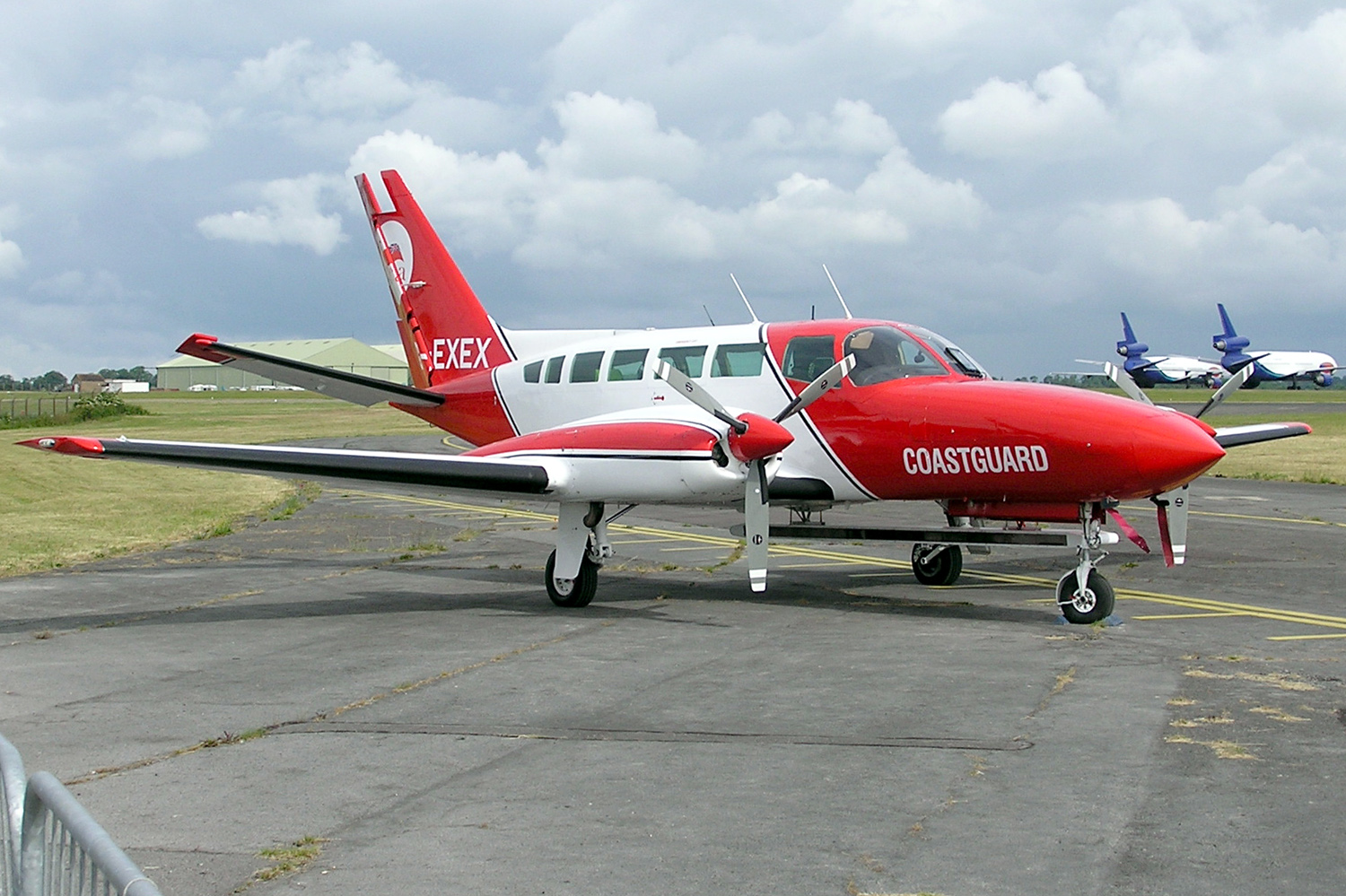
Cessna-404 Titan II
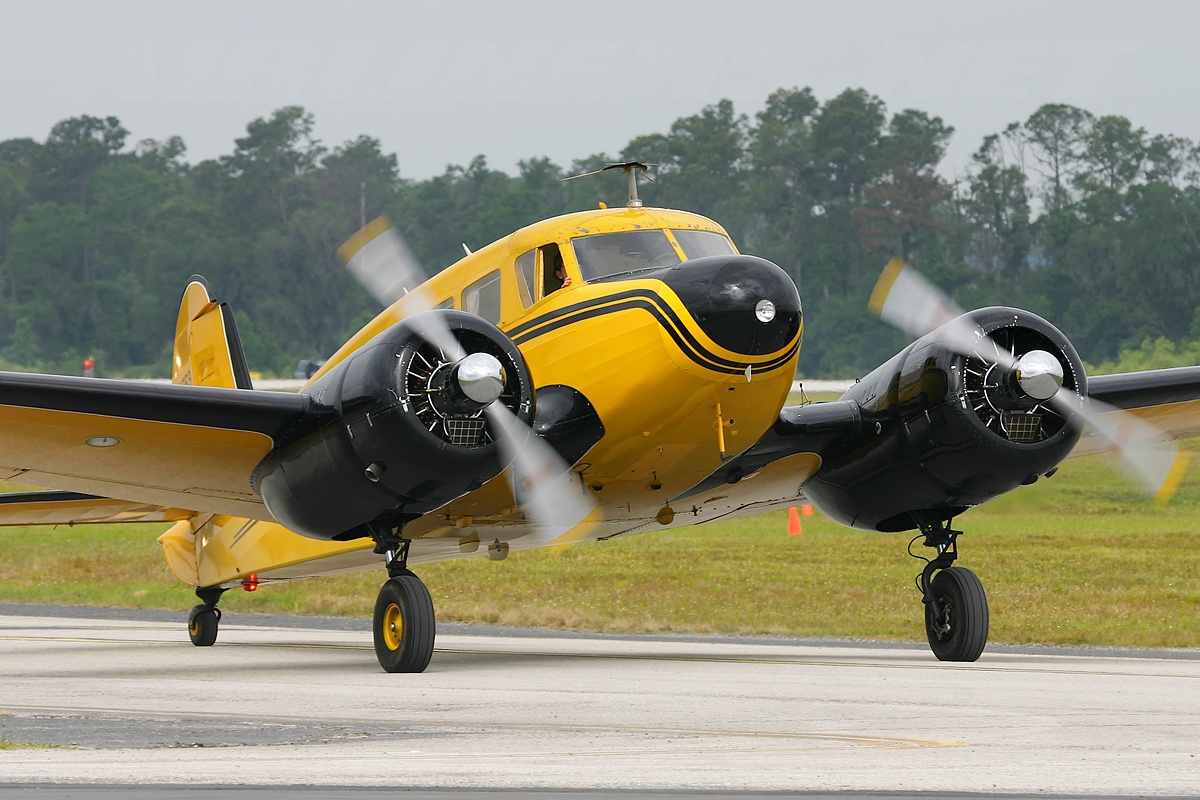
Cessna UC-78